# ام‌وی لانگچامپ
ام‌وی لانگچامپ (به انگلیسی: MV Longchamp) یک کشتی است.